# Эстляндская трудовая коммуна
Эстляндская трудовая коммуна (аббрев. ЭТК; эст. Eesti Töörahwa Kommuuna, в современном написании: Eesti Töörahva Kommuun (ETK)) — провозглашённая 29 ноября 1918 года в Нарве и просуществовавшая до 18 января 1919 года советская республика на территории современной Эстонии.

## Провозглашение Советской власти в Эстонии в 1917 году
После Октябрьской революции, произошедшей в Петрограде 7 ноября 1917 года, Советская власть была провозглашена также и в Эстонии. 1 февраля 1918 года исполком Совета рабочих и солдатских депутатов Эстляндии опубликовал проект конституции Эстляндской трудовой коммуны, в соответствии с которым будущая Эстонская Советская республика провозглашалось автономной республикой в составе Советской России.
28 ноября 1917 года Временный Земский Совет Эстляндской губернии провозгласил себя верховной властью в губернии до созыва Конституционного совета, однако вскоре был распущен большевиками.

## Эстонские большевики в период оккупации Эстонии Германской империей
С началом 18 февраля 1918 года немецкого наступления на материковую часть Эстляндской губернии, собравшийся в Ревеле 19 февраля на чрезвычайное заседание, Земский Совет передал исполнительную власть в руки Комитету спасения Эстонии. 23 февраля этим комитетом был оглашён «Манифест народам Эстонии» (т. н. «Манифест о независимости»), объявлявший Эстонию независимой демократической республикой, нейтральной по отношению к российско-германскому конфликту. Вскоре Ревель был занят германскими войсками. В начале марта 1918 года вся территория Эстляндской губернии, а также Нарва, входившая в состав Петроградской губернии, была оккупирована немцами. Хотя во время немецкой оккупации большинство членов исполкома Эстляндского Совета рабочих и солдатских депутатов находилось в Советской России, некоторые из них остались в Эстонии на нелегальном положении. Немецкие оккупационные власти так же, как это сделал чуть ранее Комитет спасения Эстонии, отменили практически все нововведения и большевиков, и самого Комитета спасения.
19 мая 1918 года в Петрограде был создан Центральный комитет эстонских секций РКП(б) под председательством Яана Анвельта. 15 июля того же года на проходившей в Москве конференции эстонских секций РКП(б) было принято решение о создании Красных эстонских полков — эстонских подразделений Красной Армии (т. н. Эстонская красная армия).
12—14 сентября и 9 ноября в оккупированном немцами Ревеле произошли забастовки. Тем временем Ревельский Совет рабочих и солдатских депутатов обратился за поддержкой к правительству Советской России, которое ещё 13 ноября в одностороннем порядке аннулировало Брестский мир, после чего увеличило свою помощь действовавшим в Эстонии большевикам. Координация и политические контакты поддерживались через ЦК эстонских секций РКП(б).

## Военно-политическая обстановка в Эстонии по окончании немецкой оккупации
После начавшейся в Германии 9 ноября 1918 года Ноябрьской революции, причиной которой было поражение Германии в Первой мировой войне, министр обороны провозглашённой немецкими революционерами Веймарской республики отдал 29 ноября приказ о выводе дивизий Германской императорской армии из Прибалтики. Однако в действительности немцы не торопились с выводом всех войск, так как надеялись использовать их для сохранения своего влияния в Прибалтике путём установления прогерманских режимов в Латвии и Эстонии.  Опасаясь угрозы захвата Красной Армией территории своих новопровозглашённых государств, руководители борьбы за независимость Эстонии и Латвии, за неимением в своём распоряжении достаточных средств и времени для формирования национальных вооружённых сил, были вынуждены принять помощь, предложенную им командованием германской армии.

## Сражение за Нарву
22 ноября 1918 года части 6-й Стрелковой дивизии 7-й Армии (командир армии — Е. Голубинский) в составе Северного фронта попытались взять Нарву лобовой атакой вдоль Ямбургского шоссе, но, неся большие потери, были отбиты слаженными действиями и массированным огнём немецких частей.
28 ноября 1918 года дислоцировавшиеся на правом берегу Наровы Красные эстонские полки и части 6-й Стрелковой дивизии РККА под командованием Н. Иванова, в распоряжении которой было 4 тысячи штыков и сабель, а также 19 пушек, предприняли вторую попытку взятия Нарвы, причём, согласно плану, часть подразделений должна была своим наступлением на главном направлении отвлечь внимание противника, в то время как усиленные ударные части одновременными ударами южнее и севернее Нарвы должны были перерезать пути отступления оборонявших город частей и захватить его. Город обороняли подразделения 405-го пехотного полка германской армии, только начавшие формирование части 4-го эстонского пехотного полка и добровольцы из Нарвской дружины Кайтселийта (Союз обороны Эстонии). Команда немецкой батареи, стоявшей на краю поля Йоала, развернула свои орудия в сторону частей Красной Армии и открыла огонь по приближающимся цепям бойцов Красных эстонских полков. При поддержке огня немецкого бронепоезда сводный эстонско-немецкий отряд предпринял контратаку и заставил красноармейцев отступить с большими для них потерями. В то же время Красная Армия высадила в Гунгербурге десант численностью в 500 человек, который, не встретив сопротивления немцев, начал быстро продвигаться в сторону деревень Рийги и Пеэтерристи. Взорвав за собой один из железнодорожных мостов, немцы отступили из Нарвы. Однако малочисленные эстонские части не считали возможным для себя далее удерживать Нарву и с боями начали отступление в западном направлении.

### Потери сторон
В бою за город погибло около 80 солдат эстонских подразделений Красной Армии, в основном бойцов 2-го Феллинского (Вильяндиского) эстонского коммунистического пехотного полка. В числе погибших был и Яан Сихвер — организатор и член Реввоенсовета Красных эстонских полков и член ЦК эстонских секций РКП(б).

### Провозглашение Эстляндской трудовой коммуны
Нарва с окрестностями до немецкой оккупации по решению исполкома Советов рабочих и солдатских депутатов была передана в состав Эстляндской губернии России. Однако Земский совет Эстонии, который считал себя верховной властью в Эстляндской губернии, своим решением постановил, что делать этого не следует.
После занятия Нарвы Красной армией в городе был образован Временный революционный комитет (ревком), провозгласивший 29 ноября создание Эстляндской трудовой коммуны. Об этом было объявлено на митинге в здании Александровской церкви Нарвы. Был сформирован Совет Коммуны под председательством Яана Анвельта. Нарва была объявлена временной столицей Эстляндской трудовой коммуны.
7 декабря 1918 года Совет народных комиссаров РСФСР издал декрет о признании независимости Эстляндской трудовой коммуны.

## Деятельность Эстляндской трудовой коммуны

### Состав Совета Эстляндской трудовой коммуны
- Яан Анвельт — Председатель Совета и комиссар обороны Эстляндской трудовой коммуны
- Виктор Кингисепп — комиссар внутренних дел ЭТК
- Эдуард Отто — председатель ЧК ЭТК
- Ханс Пегельман — комиссар народного хозяйства ЭТК
- Артур Вальнер — комиссар просвещения
- Йоханнес Мяги — комиссар иностранных дел (начиня с 20 декабря 1918 Макс-Альфред Тракманн) и народного контроля (позже Карл Мюлберг)
- Рудольф Вакман — комиссар соцобеспечения (и. о. Отто Рястас)
- Александер Рикс — комиссар финансов
- Йоханнес Кясперт — управляющий делами ЭТК

С февраля 1919 года начальником штаба Эстонских красных полков являлся Август Корк, бывший до этого (с декабря 1918) консультантом при комиссариате обороны Эстляндской трудовой коммуны.
У Эстляндской трудовой коммуны было собственное телеграфное агентство — ЭсТА, которым руководила Эльза Лелль-Кингисепп, супруга Виктора Кингисеппа, в 1917 году входившая в Исполнительный комитет Советов Эстляндии.

### Декреты ЭТК
На территории Эстляндской трудовой коммуны вновь стали действовать декреты Советской власти, но в аграрном вопросе были допущены ошибки (на базе бывших помещичьих имений создавались только государственные хозяйства, земля не была передана крестьянам и др.), что настроило против большевиков часть крестьянства.
10 декабря 1918 года в праздник Знамения Божьей Матери Совет Эстляндской трудовой коммуны издал в Нарве декрет о выселении из страны всех лиц духовного звания как распространителей ложного учения. Через два дня вышло второе постановление, запрещавшее совершение богослужений под страхом смерти. 30 декабря 1918 года Народный комиссариат внутренних дел ЭТК передал все культовые здания в распоряжение местных исполнительных комитетов.

### Красный террор
Декреты ЭТК преследовали цель полного уничтожения церквей в пределах Эстонии. На основании этих указов всё нарвское духовенство было арестовано. Священникам было выдано предписание покинуть страну в течение 24 часов. Отцы Александр Волков и Димитрий Чистосердов были расстреляны как черносотенцы, хотя в политической деятельности они замешаны не были. После расстрела их тела были брошены в нечистоты. 

Протоиерей Владимир Бежаницкий, священник Нарвской Кренгольмской Воскресенской церкви, был подвергнут издевательствам. 
После того, как Юрьев (ныне Тарту) был занят большевиками, приказом от 29 декабря совершение богослужений было запрещено под страхом смерти и в этом городе.
Распоряжение от 31 декабря предписывало всем «попам» оставить город, чему православное духовенство не подчинилось. 4 января 1919 года был обнародован приказ о конфискации всего имущества церкви. В этот же день объявлялось, что «православному попу» Николаю Бежаницкому, брату протоиерея Владимира Бежаницкого, разрешено, ввиду преклонного возраста, оставаться в городе до 20 января, однако уже 5 января он был арестован в Георгиевской церкви и расстрелян вместе с епископом Платоном и настоятелем Успенского собора протоиереем Михаилом Блейве (в августе 2000 года отец Николай Бежаницкий был причислен к лику новомучеников российских на юбилейном Архиерейском Соборе Русской Православной церкви в Москве).
После занятия Везенберга (ныне Раквере) в конце декабря 1918 года солдатами ЭТК были убиты около 60 жителей города. Среди казненных был и священник Сергей Флоринский, причисленный к лику святых. За 28 дней существования Эстляндской трудовой коммуны в уезде Ида-Вирумаа были убиты более 150 человек.

## Отступление Красной Армии из Эстонии и ликвидация ЭТК
7 января 1919 года при поддержке Антанты началось совместное контрнаступление вооружённых сил Эстонской республики и Северо-Западной армии под командованием генерала Юденича. В результате контрнаступления 19 января была взята Нарва. В феврале 1919 года части Коммуны и 7-й армии РККА были вытеснены за пределы Эстляндской губернии. Совет Коммуны переехал в Лугу (по другим источникам — в Старую Руссу), где 5 июня 1919 года объявил о самороспуске и ликвидации Эстляндской трудовой коммуны.
Впоследствии несколько Эстонских красных полков, ранее подчинявшихся Совету Эстляндской трудовой коммуны, сражались на фронтах Гражданской войны в России против армий Колчака и Юденича, а также против войск Эстонской республики, захвативших часть территории Петроградской губернии России в 1919–1920 годах.